# Montréal (Gers)
Montréal è un comune francese di 1 276 abitanti situato nel dipartimento del Gers nella regione dell'Occitania.

## Società

### Evoluzione demografica
Abitanti censiti